# مونو ویستا (کالیفرنیا)
مونو ویستا (به انگلیسی: Mono Vista) یک منطقهٔ مسکونی در ایالات متحده آمریکا است که در شهرستان توآلومی، کالیفرنیا واقع شده‌است. مونو ویستا ۷٫۳۵۲ کیلومتر مربع مساحت و ۳٬۱۲۷ نفر جمعیت دارد و ۹۱۲ متر بالاتر از سطح دریا واقع شده‌است.